# Саубара
Саубара (порт. Saubara) — муниципалитет в Бразилии, входит в штат Баия. Составная часть мезорегиона Агломерация Салвадор. Входит в экономико-статистический микрорегион Санту-Антониу-ди-Жезус. Население составляет 11 781 человек на 2006 год. Занимает площадь 158,933 км². Плотность населения — 74,1 чел./км².

## История
Город основан в 1990 году.

## Статистика
- Валовой внутренний продукт на 2004 год составляет 54 851 000,00 реалов (данные: Бразильский институт географии и статистики).
- Валовой внутренний продукт на душу населения на 2004 год составляет 4849,00 реалов (данные: Бразильский институт географии и статистики).
- Индекс развития человеческого потенциала на 2000 год составляет 0,672 (данные: Программа развития ООН).

## Галерея

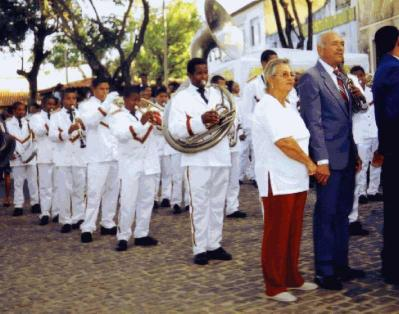
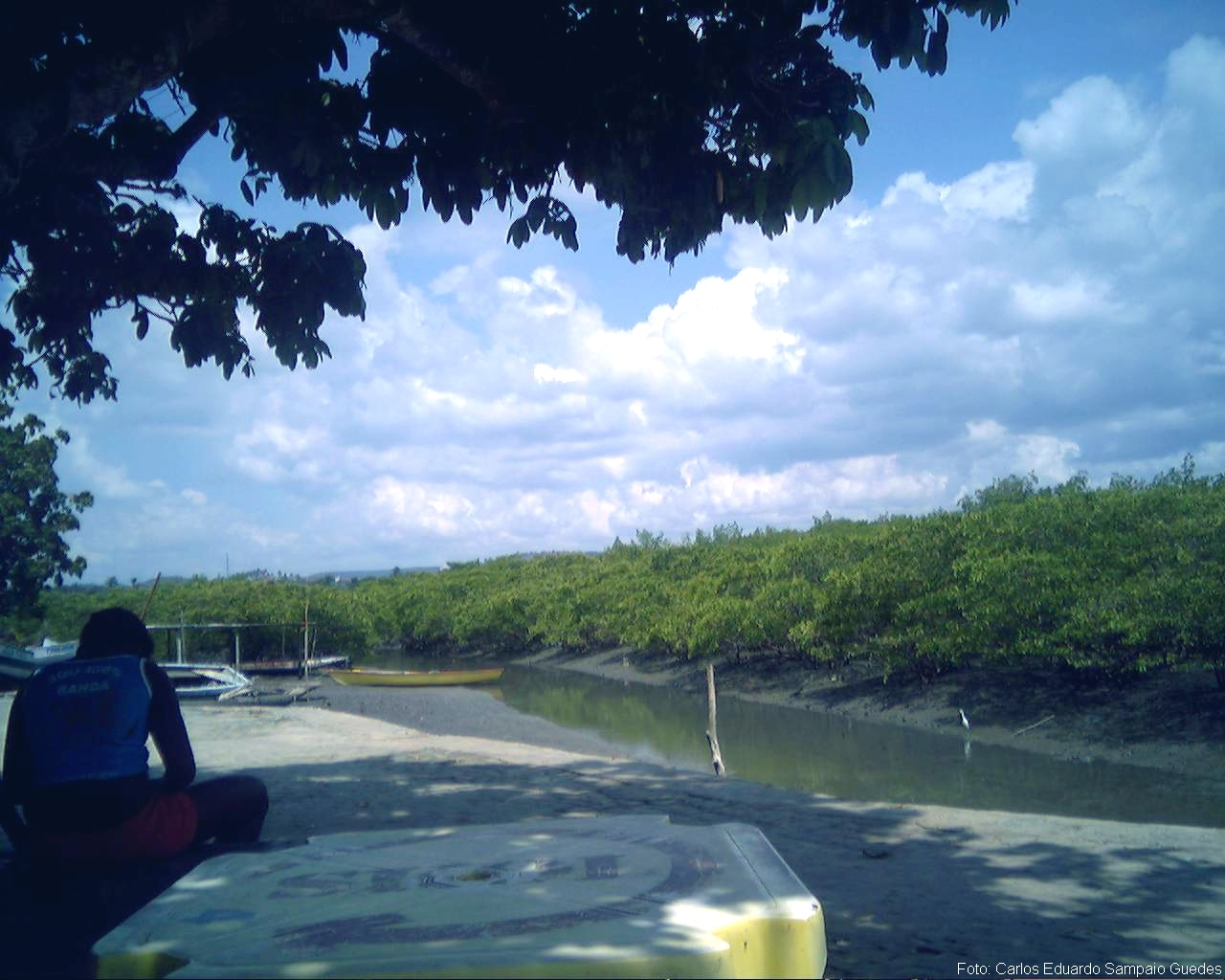
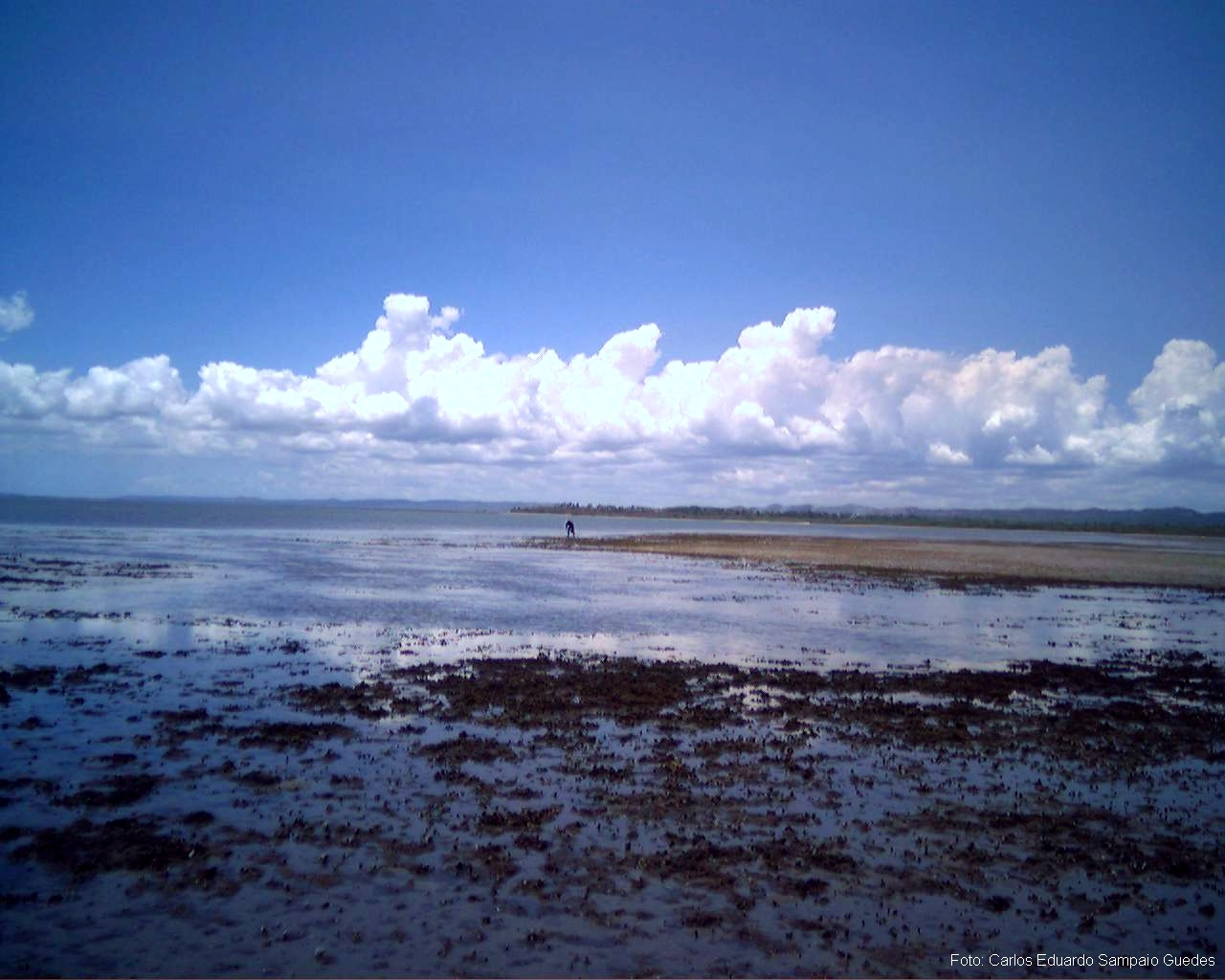